# Patty Berg
Patty Berg (Patricia Jane Berg) (* 13. Februar 1918 in Minneapolis, Minnesota/USA; † 10. September 2006 in Fort Myers, Florida/USA) war Gründungsmitglied und erste Präsidentin der Ladies Professional Golf Association (LPGA). Sie war die führende Golferin der 1940er, 1950er und 1960er Jahre. Mit ihren 15 Major-Titeln hält sie nach wie vor den Allzeitrekord aller Golferinnen.

## Amateurkarriere
Patty Berg besuchte die University of Minnesota und war Mitglied der amerikanischen Frauen-Studentenvereinigung Kappa Kappa Gamma (ΚΚΓ).
1931 begann sie, Golf zu spielen, und gewann 1934 bereits ihren ersten Amateur-Titel: Die Minneapolis City Championship. 1935 machte sie auf sich aufmerksam, als sie das Finale der U.S. Women’s Amateur erreichte und nur gegen Glenna Collett Vare verlor.
Patty Berg gewann 1937, 1938 und 1939 als Amateur die Titleholders Championship beim Westmoreland Country Club in Wilmette, ein Professional-Major-Turnier.

## Profikarriere
Nachdem Patty Berg neunundzwanzig Amateur-Titel gewonnen hatte, wurde sie im Jahre 1940 Professional. Zu diesem Zeitpunkt gab es noch weniger als zehn weibliche Golfprofis.
Kurz darauf wurde sie bei einem Autounfall am linken Knie schwer verletzt. Nachdem ihr Bein zweimal reponiert worden war, erholte sie sich innerhalb von 18 Monaten in einem Boxercamp.
Während des Zweiten Weltkriegs war Patty Berg als Leutnant in der Marine (1942–1945).
Im Jahre 1948, beteiligte sie sich an der Gründung der LPGA und wurde deren erste Präsidentin (1950–1952).
Patty Berg gewann insgesamt 57 Titel auf der LPGA- und WPGA-Tour und wurde 1957 Zweite bei den Open in Winged Foot und 1956 und 1959 Vizemeister (runner-up) in der LPGA Championship.
1946 gewann sie das erste U.S Women’s Open-Turnier und bis 1958 noch weitere elf Professional-Major-Turniere: 1941, 1943, 1948, 1951, 1955, 1957 und 1958 die Women's Western Open; 1948, 1953, 1955 und 1957 die Titleholders Championship.
Während der U.S. Women’s Open im Churchill Valley Country Club in Pittsburgh schlug sie 1959 als erste Frau ein hole-in-one in einem USGA-Turnier. Ihre letzten Sieg errang sie im Jahre 1962. Sie war die erste Frau, die mehr als 100.000 $ in ihrer Karriere verdiente.
Im Jahr 1963, wurde Patty Berg in Anerkennung ihrer Verdienste der Bob Jones Award verliehen, die höchste Auszeichnung, die von der United States Golf Association vergeben wird. Sie erhielt 1986 von der Golf Course Superintendents Association of America (GCSAA) den Old Tom Morris Award, ebenfalls deren höchste Auszeichnung. 1974 wurde Patty Berg in die World Golf Hall of Fame aufgenommen und 1980 als (Sport-)Pionier in die International Women’s Sports Hall of Fame.
Die LPGA stiftete 1978 den Patty Berg Award, der Personen verliehen wird, die beispielhaft „Diplomatie, Sportlichkeit, Goodwill und die Förderung des Golfsports“ repräsentieren." Im Jahre 1990 erhielt Patty Berg selbst diesen Award zuerkannt.
Auch nach ihrer aktiven Laufbahn blieb sie dem Golfsport verbunden und kümmerte sich besonders um die Förderung von Nachwuchstalenten. Während ihrer gesamten beruflichen Laufbahn wurde Patty Berg von Joe Jemsek, dem Eigentümer des berühmten Cog Hill Golf & Country Club in Lemont, Illinois, unterstützt.
Patty leitete Trainingskurse an vielen Golfakademien in der gesamten Welt, ihrer eigenen Schätzung nach mehr als 10.000.
Patty Berg spielte immer auch Golf mit ihren Freunden und hatte auch im Alter noch viel Freude am Golfsport. Im Dezember 2004 gab Patty Berg bekannt, dass die Alzheimer-Krankheit bei ihr diagnostiziert worden war. Sie starb 21 Monate später im Alter von 88 Jahren an den Folgen dieser Erkrankung in Fort Myers (Florida).

## Zitate
- The World Golf Hall of Fame quotes Carol Mann saying that Patty Berg is „the most knowledgeable person, man or woman, of different golf shots that I've ever known.“[9] Die World Golf Hall of Fame zitiert Carol Mann, der sagte, Patty Berg sei hinsichtlich der verschiedenen Golfschläge die sachverständigste Person,  ob Mann oder Frau, die er je kennengelernt habe.
- Patty Berg: „There is nothing in this game of golf that can't be improved upon if you practice.“[9] Es gibt nichts beim Golfspiel, das durch Übung nicht verbessert werden könne.
- Patty Berg: „Always keep learning. It keeps you young.“[9] Bleibe immer dabei zu lernen. Es hält dich jung.
- Patty Berg: „Shake a hand, make a friend.“[9] Schüttle eine Hand, mach dir einen Freund.